# Теранова (Агриђенто)
Теранова је насеље у Италији у округу Агриђенто, региону Сицилија.
Према процени из 2011. у насељу је живело 475 становника. Насеље се налази на надморској висини од 45 м.